# Требель (Вендланд)
Требель (нем. Trebel) — община в Германии, в земле Нижняя Саксония.
Входит в состав района Люхов-Данненберг. Подчиняется управлению Люхов (Вендланд). Население составляет 911 человек (на 31 декабря 2010 года). Занимает площадь 66,7 км².